# Julius von Loewenfeld (General, 1838)
Julius Joseph Adalbert Louis Ulrich Bernhard von Loewenfeld (* 14. September 1838 in Hamm; † 26. Juni 1916 in Naumburg (Saale)) war ein preußischer Generalmajor.

## Leben

### Herkunft
Julius entstammte dem alten schwäbischen Adelsgeschlecht von Loewenfeld. Er war der Sohn des späteren preußischen Generals der Infanterie Julius von Loewenfeld (1808–1880) und dessen Ehefrau Karoline, geborene Freiin Schilling von Canstatt (1811–1900).
Der General der Infanterie Alfred von Loewenfeld war sein Bruder.

### Militärkarriere
Nach dem Besuch des Kadettenkorps wurde Loewenfeld am 2. Mai 1857 als Sekondeleutnant dem 1. Garde-Regiment zu Fuß der Preußischen Armee überwiesen. Während der Mobilmachung anlässlich des Sardinischen Krieges war er beim Ersatz-Bataillon der 1. Garde-Infanterie-Brigade und wurde dann von Dezember 1859 bis Juli 1860 zum II. Bataillon im 1. Garde-Landwehr-Regiment in Stettin kommandiert. Daran schloss sich eine Kommandierung zum 1. kombinierten Garde-Infanterie-Regiment an, aus dem zum 4. Juli 1860 das 3. Garde-Regiment zu Fuß hervorging. Ab dem 28. September 1862 fungierte Loewenfeld als Regimentsadjutant und nahm in dieser Stellung während des Krieges gegen Dänemark 1864 an den Gefechten bei Satrup und Erritsoe, der Einschließung und Beschießung von Fredericia sowie an der Belagerung und Erstürmung der Düppeler Schanzen teil.
Ende Dezember 1864 avancierte Loewenfeld zum Premierleutnant und absolvierte von Oktober 1865 bis Mai 1866 die Kriegsakademie. Anschließend kehrte er bei der Mobilmachung anlässlich des Krieges gegen Österreich zu seinem Regiment zurück und führte die 2. Kompanie in den Kämpfen bei Soor und Königinhof. In der Schlacht bei Königgrätz gelang es ihm mit seiner Kompanie mehrere feindliche Geschütze auf den Hügeln nordöstlich von Chlum zu erobern. Dafür wurde Loewenfeld durch König Wilhelm I. mit dem Orden Pour le Mérite ausgezeichnet.
Nach dem Friedensschluss wurde Loewenfeld Ende Oktober 1866 zum Hauptmann befördert und als Kompaniechef in das Infanterie-Regiment Nr. 81 nach Mainz versetzt. Er führte seine 12. Kompanie im Krieg gegen Frankreich 1870 bei den Belagerungen von Metz, Thionville und Longwy sowie in den Schlachten bei Noisseville und Bellevue. Ausgezeichnet mit dem Eisernen Kreuz II. Klasse war er vom 8. November 1870 bis zum 23. Juni 1871 Adjutant des Gouverneurs der Festung Metz. Diese Stellung bekleidete sein Vater. Anschließend wurde Loewenfeld Chef der 1. Kompanie im 3. Garde-Grenadier-Regiment Königin Elisabeth, stieg Mitte Juli 1875 zum Major auf und trat im Mai 1876 zum Regimentsstab über. Am 30. September 1876 folgte seine Ernennung zum Kommandeur des I. Bataillons. Nach seiner Beförderung zum Oberstleutnant kehrte Loewenfeld Mitte November 1883 erneut in den Regimentsstab zurück, bevor er am 6. Juli 1886 mit dem Charakter als Oberst und seiner bisherigen Uniform zu den Offizieren von der Armee versetzt wurde. Am 13. November 1886 stellte man ihn unter Verleihung des Patents zu seinem Dienstgrad à la suite seines Regiments und ernannte ihn zum Kommandanten von Torgau. In dieser Eigenschaft erhielt Loewenfeld den Kronenorden II. Klasse sowie am 27. Januar 1890 den Charakter als Generalmajor, bis er am 20. Mai 1893 mit Pension zur Disposition gestellt wurde.
Loewenfeld war Rechtsritter des Johanniterordens.

### Familie
1875 heiratete er in Naumburg Elisabeth von Witzleben (* 1854), Tochter des Majors Albrecht von Witzleben. Das Paar hatte mehrere Kinder:
- Albrecht Karl Julius (* 10. März 1876), Oberstleutnant
- Hans Ludwig Julius Karl (1877–1879)
- Wilhelm ("Wilfried") Friedrich Julius Hans (* 25. September 1879; † 5. Juli 1946), Vizeadmiral ⚭ 1927 Gräfin Dorothee von Bismarck-Schönhausen (* 9. Dezember 1892; † 14. Juli 1975)
- Julius Rupertus Edwin Alexander (* 3. August 1881), Pastor ⚭ 1909 Johanna Helene Auguste Elisabeth Burckhardt (* 13. September 1887)
- Heinrich Günther Karl Julius (* 19. Dezember 1895; † 15. Juli 1918), Gefallen bei Dormans